# Jeff Goldblum
Jeffrey Lynn Goldblum, dit Jeff Goldblum /d͡ʒɛf ˈɡoʊldbluːm/, est un acteur américain né le 22 octobre 1952 à Pittsburgh. Il est aussi pianiste de jazz.
Après quelques apparitions cinématographiques et télévisuelles, Jeff Goldblum est révélé au grand public par la série télévisée Timide et sans complexe aux côtés de Ben Vereen. Il est remarqué dans un rôle de recruteur de la NASA dans le film L'Étoffe des héros en 1983. Il interprète par la suite des rôles de scientifiques excentriques dans La Mouche (1986), Jurassic Park (1993), sa suite Le Monde perdu : Jurassic Park (1997), ainsi que Independence Day (1996), tous des grands succès commerciaux dans la seconde moitié des années 1980 et les années 1990.
Il collabore ensuite notamment avec Wes Anderson (La Vie aquatique, The Grand Budapest Hotel, L'Île aux chiens), bien qu'obtenant des rôles plus en retrait tout au long des années 2000.
En 2009, il rejoint les protagonistes de la série New York, section criminelle pour deux saisons.
Il retrouvera enfin un certain succès à partir de 2016 au travers de blockbusters tels que Thor : Ragnarok, Independence Day: Resurgence ou encore Jurassic World 2 et 3.

## Biographie

### Enfance et formation
Jeffrey Lynn Goldblum naît à Pittsburgh, en Pennsylvanie, de Shirley et Harold Goldblum, médecin. Il a une sœur, Pamela, et deux frères, Lee et Rick (décédé à vingt-trois ans). Sa famille est juive et appartient à une synagogue orthodoxe. Son grand-père paternel, Josef Povartzik (qui adopta le nom de Goldblum), venait de Minsk, en Biélorussie, et son grand-père maternel, Samuel Louis Temeles, de Złoczów, en Ukraine.
Jeff Goldblum est allé à New York à l'âge de dix-sept ans pour devenir acteur.

### Carrière

#### Débuts et révélation

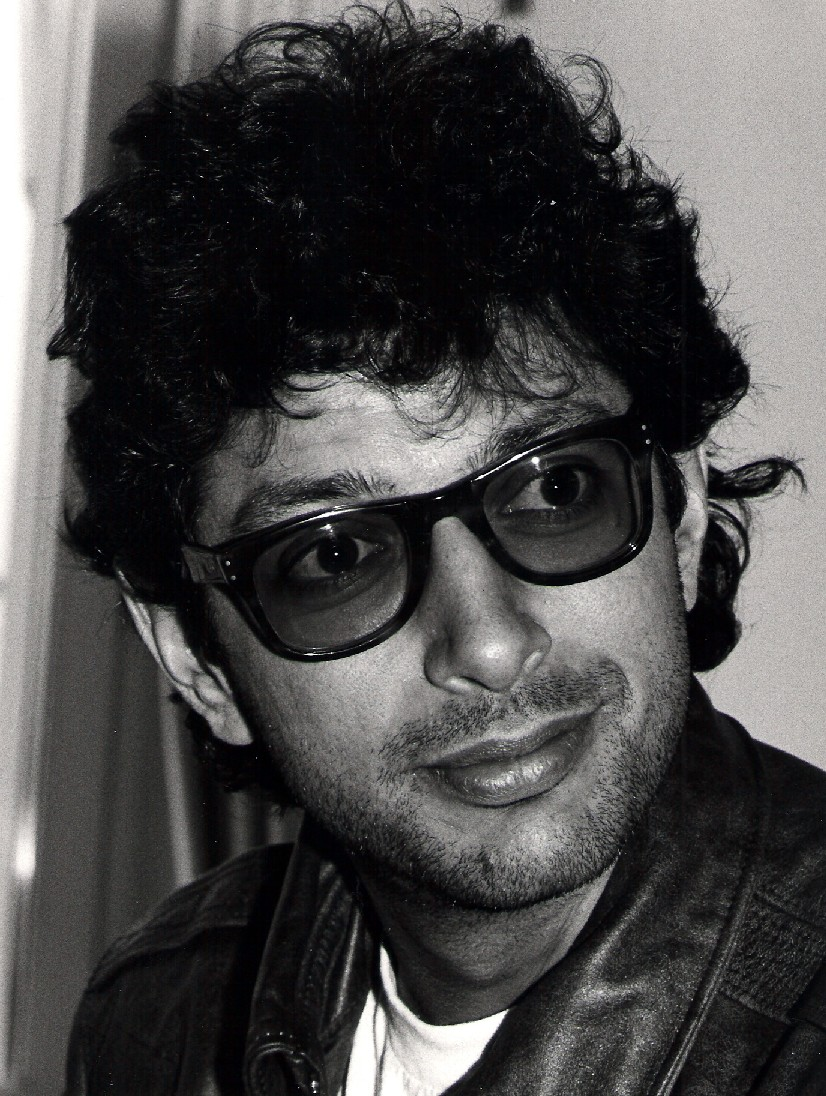
Jeff Goldblum en 1985.

Il a dix-sept ans quand, en 1969, il entre à la Neighborhood Playhouse pour y étudier la comédie. Moins d'un an plus tard, il est remarqué par Joe Papp qui l'engage pour jouer dans le grand succès de Broadway Les Deux Gentilshommes de Vérone.
En 1975, il apparaît alors qu'il est encore inconnu du public, comme figurant au milieu du petit groupe des manifestants dans l'épisode "Immunité diplomatique" de la cinquième saison de Columbo.
Cependant, sa carrière sur grand écran débute réellement en 1974 lorsqu'il est choisi pour interpréter un malfrat violeur dans Un justicier dans la ville. Robert Altman le dirige ensuite à deux reprises, dans California split (1974) et Nashville (1975). Deux ans plus tard, le comédien tourne, sous la direction de Woody Allen, Annie Hall, puis aborde un genre qui le rendra populaire, la science-fiction, en se retrouvant confronté à L'Invasion des profanateurs (1978) de Philip Kaufman, un cinéaste avec qui il travaillera à nouveau sur la fresque spatiale L'Étoffe des héros (1983). Deux collaborations avec Lawrence Kasdan (Les Copains d'abord en 1983 et Silverado en 1985) plus tard, Jeff Goldblum connait la célébrité dans la série télévisée Timide et sans complexe avec Ben Vereen, puis sur grand écran en se métamorphosant en insecte dans La Mouche de David Cronenberg en 1986.
Un rôle que suivent paradoxalement plusieurs années de vaches maigres pour l'acteur, qui ne reparaît réellement qu'en 1992 dans The Player de Robert Altman. En 1993, l'immense succès de Jurassic Park assied définitivement son statut de star et popularise un peu plus l'image du scientifique déjanté auquel il prêtera de nouveau ses traits dans Independence Day (1996), Le Monde perdu (1997) et Comme chiens et chats (2001), trois beaux succès au box-office.
Entre-temps, l'acteur sera passé par la comédie (Neuf mois aussi de Chris Columbus, 1995), le fantastique (Powder de Victor Salva, 1995) et le dessin animé (Le Prince d'Égypte, où il prête sa voix au personnage d'Aaron).

#### Passage au second plan puis retour

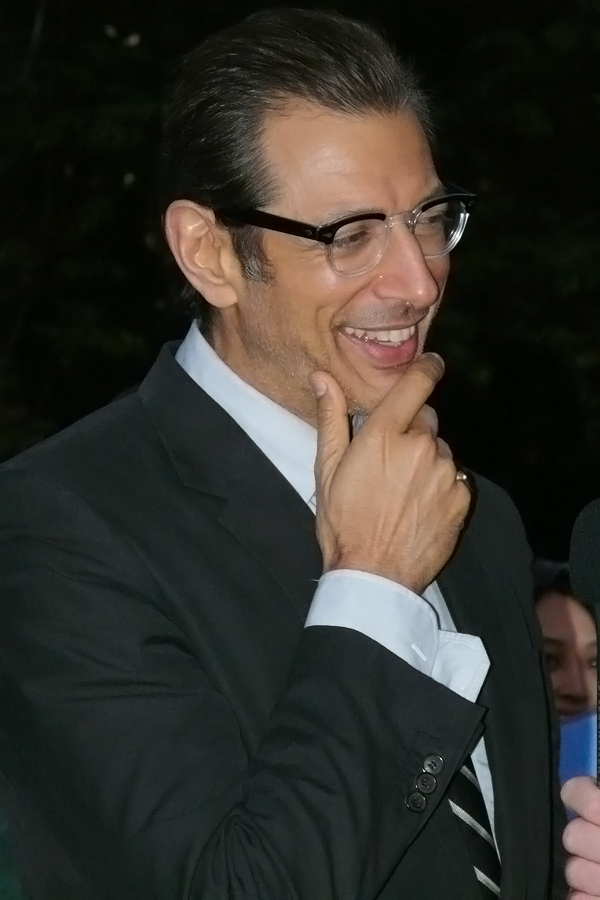
Goldblum à Londres en 2008.

Les années 2000 sont bien plus creuses, sur le plan critique comme commercial. Il peut néanmoins compter en 2002 sur le film indépendant Igby, de Burr Steers, qui lui permet de retrouver Bill Pullman, son partenaire d’Independence Day. Mais surtout Wes Anderson l'intègre dans les larges distributions de La Vie aquatique en 2004, puis dix ans plus tard de l'acclamé The Grand Budapest Hotel.
Ne parvenant pas à retrouver un rôle de premier plan au cinéma, il se tourne vers la télévision, où il a déjà fait des apparitions par le passé – en tant qu'invité des populaires sitcoms Will et Grace et de Friends. Après l'échec en 2007 de sa série policière Raines, annulée au bout de quelques épisodes, il rejoint une franchise établie en 2009 : New York, section criminelle. Pendant deux saisons, une en alternance avec un autre héros incarné par Vincent D'Onofrio et une autre saison complète, il incarne le détective Zach Nichols. Par la suite, il jouera de son image soignée et excentrique dans des comédies télévisuelles, comme Glee, ou Portlandia.
En 2010, il apparaît dans un épisode de Top Gear dans la séquence Star dans une voiture petit budget. Il réalise un temps de 1 min 49 s 0 en Kia Cee'd et se classe 27e.
L'année 2016 marquera son retour aux blockbusters : après quelques rumeurs, son retour sous les traits de David Levinson dans la suite Independence Day: Resurgence est annoncé officiellement par Roland Emmerich. Il partagera cette fois l'affiche du film avec une valeur montante, Liam Hemsworth. Le film sort sur le territoire français  le 20 juillet 2016.

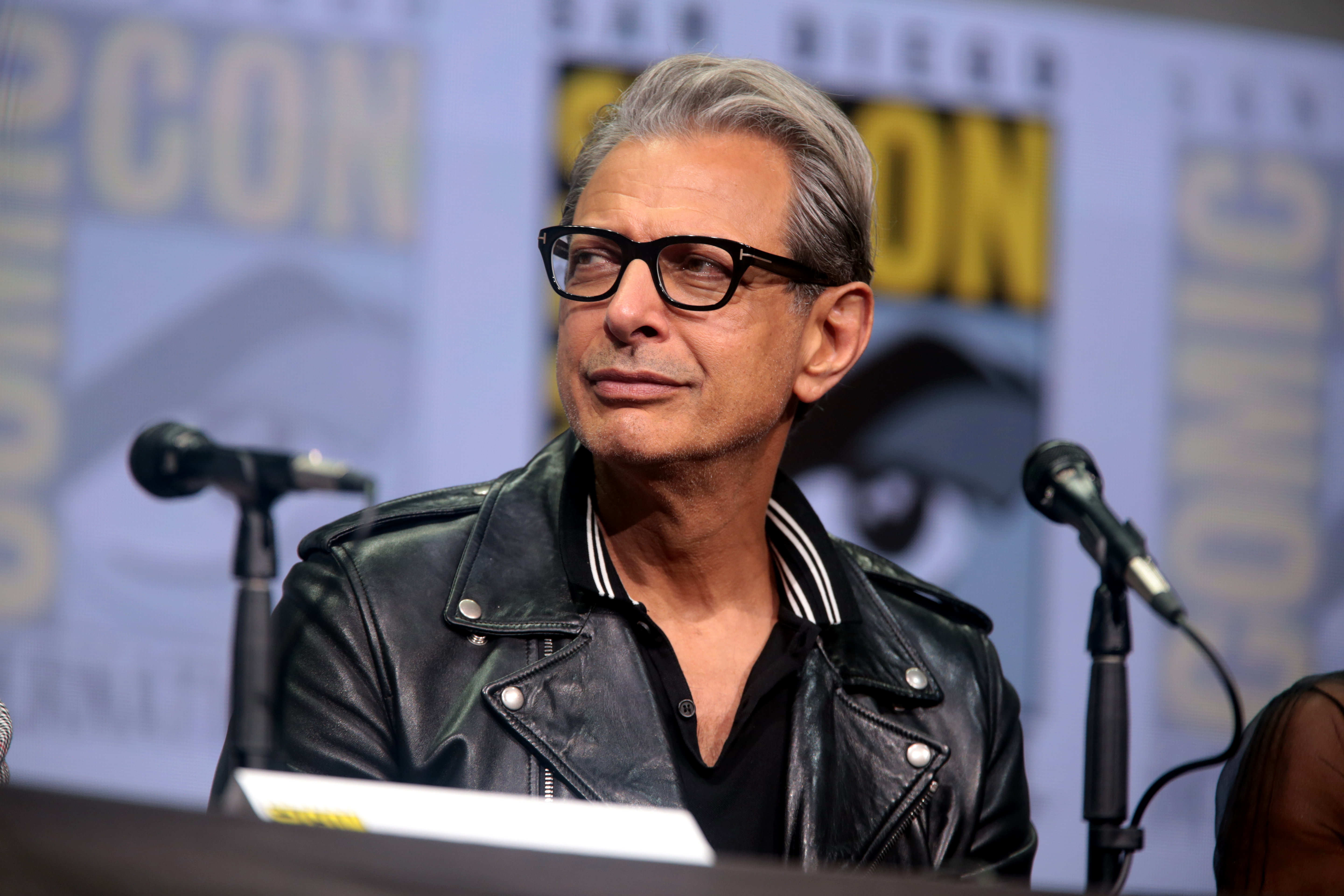
L'acteur au Comic Con de San Diego en 2017, pour la promotion de Thor: Ragnarok.

Le 20 mai 2016, il est annoncé qu'il a décroché le rôle du Grand Maître dans le dernier film de la trilogie Thor, Thor : Ragnarok.

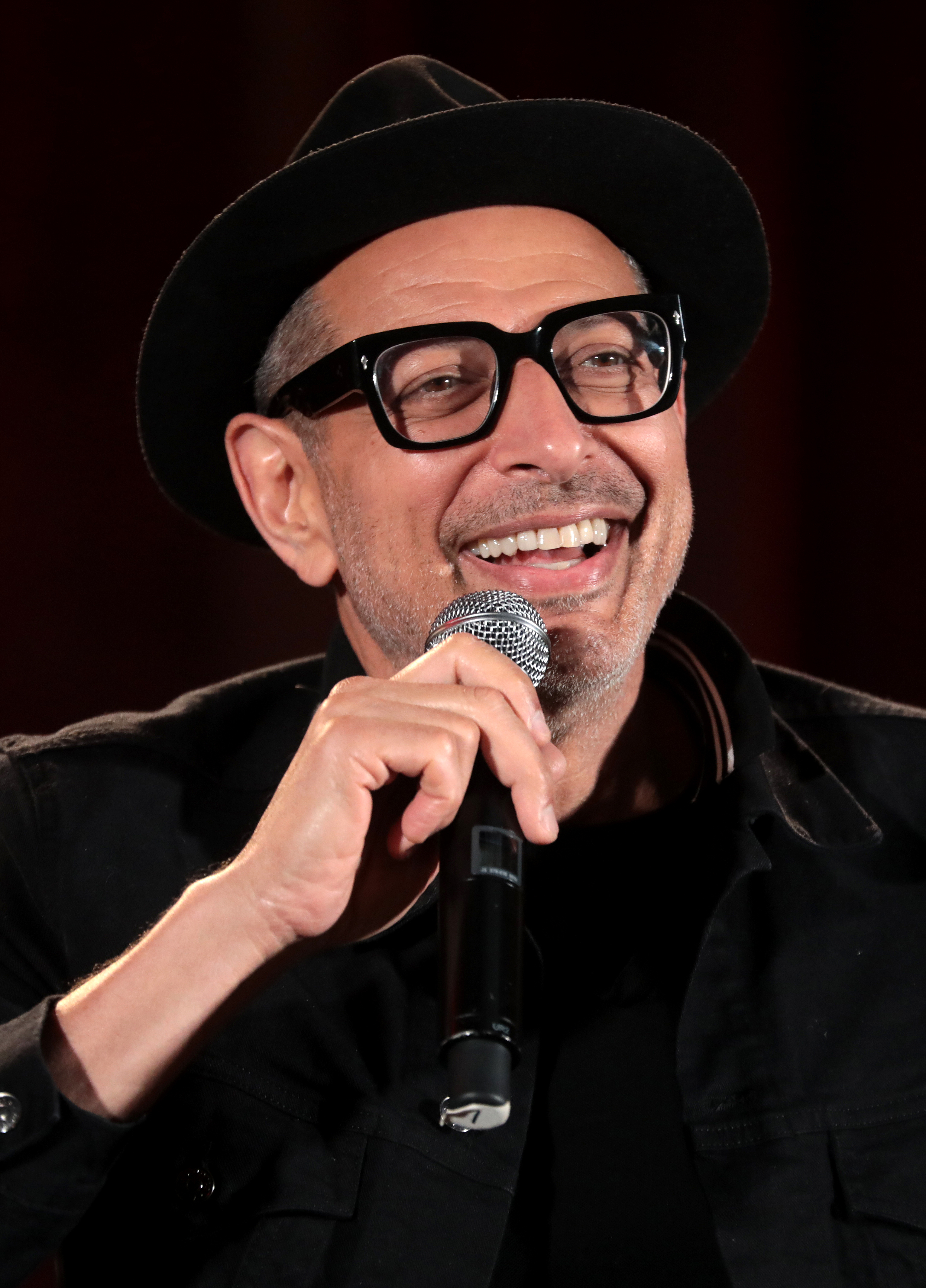
Jeff Goldblum en 2019.

L'année 2018 sera marquée par deux comebacks : déjà en prêtant sa voix au nouveau Wes Anderson, Isle of Dogs ; puis surtout en reprenant le rôle de Ian Malcolm pour le blockbuster Jurassic World: Fallen Kingdom, cinquième chapitre de la saga, cette fois réalisé par l'acclamé cinéaste espagnol Juan Antonio Bayona.

### Vie privée
C'est un pianiste de jazz amateur. Le 18 novembre 2018, il s'est produit pour un concert unique en France, au Trianon, avec son groupe The Mildred Snitzer Orchestra.
Il a été marié de 1987 à 1990 à l'actrice Geena Davis, de 1993 à 1997 il a eu une liaison avec l'actrice Laura Dern, sa partenaire dans Jurassic Park. Il aurait été marié par la suite pendant quelques mois avec l'actrice Kristin Davis sans que la véracité de cette information n'ait été vérifiée. Il a eu plusieurs liaisons avec des célébrités : Tania Raymonde, Catherine Wreford (en), actrice, la chanteuse Imogen Heap, Lydia Hearst-Shaw, arrière-petite-fille du milliardaire William Randolph Hearst et fille de Patricia Hearst.
En 2009, des rumeurs ont circulé sur Internet annonçant sa mort. L'acteur a réagi avec humour, faisant un sketch lors du talk-show américain The Colbert Report (« Jeff Goldblum Will Be Missed », littéralement « Jeff Goldblum nous manquera »).
Le 8 juillet 2014, Jeff Goldblum s'est fiancé avec la Canadienne Emilie Livingston (en),. Le 8 novembre 2014, ils se sont mariés. Ils ont deux garçons : Charlie Ocean Goldblum (né le 4 juillet 2015) et River Joe Goldblum (né le 7 avril 2017).

## Filmographie

### Cinéma

#### Années 1970
- 1974 : Un justicier dans la ville (Death Wish), de Michael Winner : un voyou
- 1974 : Les Flambeurs (California Split), de Robert Altman : Lloyd Harris
- 1975 : Nashville, de Robert Altman : l'homme au tricyle
- 1976 : Next Stop, Greenwich Village, de Paul Mazursky : Clyde Baxter
- 1976 : Monsieur Saint-Ives (St. Ives), de J. Lee Thompson : voyou # 3
- 1976 : Dollars en cavale (Special Delivery), de Paul Wendkos : Snake
- 1977 : La Sentinelle des maudits (The Sentinel), de Michael Winner : Jack
- 1977 : Annie Hall, de Woody Allen : Invité à la soirée
- 1977 : Between the Lines, de Joan Micklin Silver : Max Arloft
- 1978 : Tu ne m'oublieras pas (Remember My Name), d'Alan Rudolph : Mr. Nudd
- 1978 : Dieu merci, c'est vendredi (Thank God It's Friday), de Robert Klane : Tony
- 1978 : L'Invasion des profanateurs (Invasion of the Body Snatchers), de Philip Kaufman : Jack Bellicec

#### Années 1980
- 1981 : Threshold, de Richard Pearce : Aldo Gehring
- 1983 : Les Copains d'abord (The Big Chill), de Lawrence Kasdan : Michael Gold
- 1983 : L'Étoffe des héros (The Right Stuff), de Philip Kaufman : Recruteur
- 1984 : Les Aventures de Buckaroo Banzaï à travers la 8e dimension (The Adventures of Buckaroo Banzai Across the 8th Dimension), de W. D. Richter : New Jersey
- 1985 : Série noire pour une nuit blanche (Into the Night), de John Landis : Ed Okin
- 1985 : Silverado, de Lawrence Kasdan : « Slick » Calvin Stanhope
- 1985 : Transylvania 6-5000 de Rudy De Luca : Jack Harrison
- 1986 : La Mouche (The Fly), de David Cronenberg : Seth Brundle
- 1987 : Beyond Therapy, de Robert Altman : Bruce
- 1988 : Enquête en tête (Vibes), de Ken Kwapis : Nick Deezy
- 1988 : Objectif Terrienne (Earth Girls Are Easy), de Julien Temple : Mac
- 1989 : The Tall Guy, de Mel Smith : Dexter King
- 1989 : La Mouche 2 de Chris Walas : Seth Brundle (archives vidéo)

#### Années 1990
- 1990 : Le Rêve du singe fou (El Sueño del mono loco), de Fernando Trueba : Dan Gillis
- 1990 : Mister Frost, de Philippe Setbon : Mr. Frost
- 1991 : La Montre, la Croix et la Manière (The Favour, the Watch and the Very Big Fish), de Ben Lewin : Pianiste
- 1992 : The Player de Robert Altman : Lui-même
- 1992 : Un fils en danger (Fathers & Sons), de Paul Mones : Max
- 1992 : Dernière limite (Deep Cover), de Bill Duke : David Jason
- 1992 : Shooting Elizabeth, de Baz Taylor : Howard Pigeon
- 1993 : Jurassic Park, de Steven Spielberg : Ian Malcolm
- 1995 : Souvenirs de l'au-delà (Hideaway), de Brett Leonard : Hatch Harrison
- 1995 : Neuf mois aussi (Nine Months), de Chris Columbus : Sean Fletcher
- 1995 : Powder, de Victor Salva : Donald Ripley
- 1996 : Independence Day de Roland Emmerich : David Levinson
- 1996 : La Couleur de l'arnaque (The Great White Hype), de Reginald Hudlin : Mitchell Kane
- 1996 : Mad Dog Time, de Larry Bishop : Mickey Holliday
- 1997 : Le Monde perdu : Jurassic Park (The Lost World: Jurassic Park), de Steven Spielberg : Ian Malcolm
- 1998 : Mister G (Holy Man), de Stephen Herek : Ricky Hayman
- 1998 : Le Prince d'Égypte (The Prince of Egypt), de Brenda Chapman, Steve Hickner et Simon Wells : Aaron (voix)
- 1998 : Welcome to Hollywood d'Adam Rifkin et Tony Markes : Lui-même

#### Années 2000
- 2000 : Auggie Rose, de Matthew Tabak : John Nolan
- 2000 : Chain of Fools (en), de Pontus Löwenhielm et Patrick von Krusenstjerna : Avnet
- 2000 : Hollywood liste rouge, de Karl Francis : Herbert J. Biberman
- 2001 : Perfume, de Michael Rymer : Jamie
- 2001 : Comme chiens et chats (Cats & Dogs), de Lawrence Guterman : Professor Brody
- 2002 : Igby (Igby Goes Down), de Burr Steers : D.H. Banes
- 2002 : Run Ronnie Run de Troy Miller : Lui-même (non crédité)
- 2003 : Dallas 362, de Scott Caan : Bob
- 2003 : Spinning Boris, de Roger Spottiswoode : George Gorton
- 2004 : Incident au Loch Ness, de Zak Penn : Invité à la soirée
- 2004 : La Vie aquatique (The Life Aquatic with Steve Zissou), de Wes Anderson : Alistair Hennessey
- 2006 : Man of the Year de Barry Levinson : Stewart
- 2006 : Fay Grim de Hal Hartley : Agent Fulbright
- 2006 : Mini's First Time de Nick Guthe : Mike Rudell
- 2006 : Pittsburgh de Chris Bradley et Kyle LaBrache : Lui-même
- 2008 : Adam Resurrected de Paul Schrader : Adam Stein

#### Années 2010
- 2010 : Morning Glory de Roger Michell : Jerry Barnes, le directeur de chaîne de télévisions
- 2010 : Une famille très moderne (The Switch) : Leonard
- 2012 : Tim and Eric's Billion Dollar Movie de Tim Heidecker et Eric Wareheim : Chef Goldblum
- 2012 : Drôles d'oiseaux (Zambezia) de Wayne Thornley : Ajax (voix)
- 2013 : Un week-end à Paris de Roger Michell : Morgan
- 2014 : The Grand Budapest Hotel de Wes Anderson : Vilmos Kovacs, exécuteur testamentaire
- 2014 : Unity de Shaun Monson : Narrateur
- 2015 : Charlie Mortdecai de David Koepp : Krampf
- 2016 : Independence Day: Resurgence de Roland Emmerich : David Levinson
- 2017 : Les Gardiens de la Galaxie Vol. 2 de James Gunn : le Grand Maître (apparition non créditée dans le générique de fin)
- 2017 : Thor : Ragnarok de Taika Waititi : le Grand Maître
- 2018 : L'Île aux chiens (Isle of Dogs) de Wes Anderson : Duke (voix)
- 2018 : Jurassic World: Fallen Kingdom de Juan Antonio Bayona : Ian Malcolm
- 2018 : Hotel Artemis de Drew Pearce : Wolf King
- 2018 : The Mountain : Une odyssée américaine (The Mountain) de Rick Alverson : Dr. Wallace Fiennes

#### Années 2020
- 2021 : Baby Boss 2 : Une affaire de famille (The Boss Baby: Family Business) : Dr Erwin Armstrong (voix)
- 2022 : Jurassic World : Le Monde d'après (Jurassic World: Dominion) de Colin Trevorrow : Ian Malcolm
- 2023 : Asteroid City de Wes Anderson : l'alien
- 2024 : Wicked de Jon Chu : Magicien d'Oz

Prochainement
- 2025 : Wicked : Partie 2 (Wicked: For Good) de Jon Chu : Magicien d'Oz

### Télévision

#### Séries télévisées
- 1975 : Columbo : Manifestant devant l'ambassade (saison 5, épisode 2 : Immunité diplomatique)
- 1977 : Starsky et Hutch : Le réalisateur Harry Markham (saison 2, Épisode 24 : "Le Clown", réalisé par Earl Bellamy)
- 1980 : Timide et sans complexe (Tenspeed and Brown Shoe), de Stephen J. Cannell  : Agent de change karatéka devenu détective privé
- 1980 : The Legend of Sleepy Hollow, de Henning Schellerup : Ichabod Crane
- 1982 : Répétition pour un meurtre (Rehearsal for Murder), de David Greene : Leo Gibbs
- 1984 : Popular Neurotics : rôle inconnu
- 1984 : Ernie Kovacs: Between the Laughter de Lamont Johnson : Ernie Kovacs
- 1990 : Les Faussaires (Framed), de Dean Parisot : Wiley
- 1990 : Capitaine Planète (Captain Planet and the Planeteers) de Ted Turner (voix)
- 1994 : Futurequest
- 2002 : Legend of the Lost Tribe, de Peter Peake : (voix)
- 2003 : Friends : Leonard Hayes (saison 9)
- 2005 : Will et Grace : Scott Brouillon (saison 7 épisodes 13, 15 & 16)
- 2007 : Raines, de Graham Yost : le détective Michal Raines
- 2009 : New York, section criminelle : le détective Zach Nichols
- 2012 : Glee : Hiram Berry, le père de Rachel Berry (saison 3)
- 2016 : Unbreakable Kimmy Schmidt : Dr Dave
- 2016 : Inside Amy Schumer : lui-même
- 2017 : Pharmacy Road de Jake Szymanski : Marty Hass
- 2019-2021 : Le Monde selon Jeff Goldblum de lui-même : lui-même
- 2021-2023 : What If...? : Grand Maître
- 2024 : Kaos : Zeus

#### Séries télévisées d'animation
- 1996 : Les Simpson : MacArthur Parker (voix, saison 7, épisode Un poisson nommé Selma)

#### Téléfilms
- 1987 : Life Story de Mick Jackson : James Watson
- 1993 : Jazz dans la nuit (Lush Life) de Michael Elias : Al Gorky
- 2003 : War Stories, de Robert Singer : Ben Dansmore

#### Émissions télévisées
- 2010 : Top Gear : lui-même (saison 15, épisode 6 Star dans une voiture petit budget)

#### Publicités
- Apple
- Jeep

### Théâtre

#### Broadway
- Seminar (2012)
- The Pillowman (2005)
- Two Gentlemen of Verona
- The Play What I Wrote
- The Moony Shapiro Songbook
- The Exonerated
- City Sugar
- El Grande de Coca Cola

#### Londres et Broadway
- The Prisoner of Second Avenue

#### Londres et Recklinghausen (Allemagne)
- Speed-the-Plow

#### Pittsburgh
- The Music Man at Pittsburgh Civic Light Opera

### Jeux vidéo
- 2015 : Call of Duty: Black Ops III : Nero
- 2018 : Jurassic World Evolution : Dr Ian Malcolm[12]
- 2020 : Jurassic World Aftermath (voix de Dr Ian Malcolm)

## Distinctions

### Récompenses
- 1990 : Sitges - Catalonian International Film Festival : meilleur acteur pour Mister Frost
- Boston Society of Film Critics Awards 2004 : Meilleure distribution pour La Vie aquatique partagé avec Bud Cort, Willem Dafoe, Michael Gambon, Cate Blanchett, Anjelica Huston, Bill Murray, Noah Taylor et Owen Wilson
- Broadcast Film Critics Association Awards 2005 : Meilleure distribution pour La Vie aquatique partagé avec Bud Cort, Willem Dafoe, Michael Gambon, Cate Blanchett, Anjelica Huston, Bill Murray, Noah Taylor et Owen Wilson
- Festival de Deauville 2017 : Hommage pour l'ensemble de sa carrière

### Nominations
- 1983 : Genie Awards de la meilleure performance pour un acteur étranger dans un film d'horreur pour Threshold
- 1986 : New York Film Critics Circle Awards du meilleur acteur pour La mouche
- 1987 : National Society of Film Critics Awards du meilleur acteur pour La mouche
- 1987 : Saturn Award du meilleur acteur pour La mouche
- 1987 : CableACE Awards du meilleur acteur dans une série fantastique pour Ray Bradbury présente
- 1989 : CableACE Awards du meilleur acteur dans un téléfilm où une mini-série pour Life Story
- 1993 : Chicago Film Critics Association Awards du meilleur acteur dans un second rôle pour Dernière limite
- 1993 : Independent Spirit Awards du meilleur acteur dans un second rôle pour Dernière limite
- 1994 : Saturn Award du meilleur acteur dans un second rôle pour Jurassic Park
- 1996 : Chicago International Film Festival du meilleur court-métrage pour Little Surprises
- 1996 : Oscar du meilleur court-métrage Little Surprises
- 1997 : Saturn Award du meilleur acteur Independence Day
- 1998 : Blockbuster Entertainment Awards du meilleur acteur Le Monde perdu : Jurassic Park
- 2005 : Primetime Emmy Awards du meilleur acteur en tant que Guest-Star dans une série télévisée pour Will et Grace
- 2013 : British Independent Film Awards du meilleur acteur dans un second rôle pour Un week-end à Paris

## Voix francophones
En version française, Jeff Goldblum est d'abord doublé par plusieurs comédiens. Ainsi, il est doublé à deux reprises chacun par Dominique Collignon-Maurin dans Un justicier dans la ville et L'Invasion des profanateurs ainsi que par Lambert Wilson dans  L'Étoffe des héros et Les Copains d'abord. À titre exceptionnel, il est doublé par Daniel Gall dans La Sentinelle des maudits, Denis Savignat dans Starsky et Hutch, Pierre Arditi dans Timide et sans complexe, Guy Chapellier dans Les Aventures de Buckaroo Banzaï à travers la 8e dimension et Bernard Murat dans Série noire pour une nuit blanche.
À partir de 1985 et le film Silverado, Richard Darbois devient sa voix régulière jusqu'au début des années 2010. Il le retrouve notamment dans Transylvania 6-5000, La Mouche, les films Jurassic Park, Powder, Neuf mois aussi, Mister G, Comme chiens et chats, La Vie aquatique, New York, section criminelle ou encore Une famille très moderne. Par la suite, il ne le double que de manière occasionnelle, en 2015 dans Charlie Mortdecai et Call of Duty: Black Ops III ainsi que dans Jurassic World: Fallen Kingdom, Jurassic World : Le Monde d'après et Wicked.
Par ailleurs, Bernard Lanneau le double dans un premier temps en 1989 dans The Tall Guy et en 1996 dans Independence Day, puis le retrouve jusqu'en 2010 dans Friends, Will et Grace, Man of the Year, Adam Resurrected et Morning Glory. Ainsi, à partir de 2014 et le film The Grand Budapest Hotel, il devient sa nouvelle voix régulière, et le double notamment dans Unbreakable Kimmy Schmidt, Independence Day: Resurgence, l'univers cinématographique Marvel ou encore Hotel Artemis. À noter qu'il remplace Darbois dans les jeux Jurassic World Evolution et Jurassic World Evolution 2.
En parallèle, Jean-Philippe Puymartin le double dans Enquête en tête et Mad Dogs, Edgar Givry est sa voix dans Les Faussaires et La Couleur de l'arnaque, tandis qu'il est doublé à titre exceptionnel par Jean Barney dans Mister Frost, Philippe Dumond dans Dernière limite, Luc Mitéran dans Souvenirs de l'au-delà, Philippe Résimont dans Chain of Fools et Jean-Louis Faure dans Glee.
Au Québec, il est principalement doublé par Jean-Luc Montminy qui est sa voix dans L'enfant du tonnerre, Moi, papa ?!, Chats et chiens, Igby en chute libre, L'Homme de l'année, Fay Grim, Un week-end à Paris, Charlie Mortdecai et Independence Day: Résurgence. Il est également doublé à quatre reprises par Luis de Cespedes dans Aux frontières de l'au-delà, Le Jour de l'Indépendance, La Gâchette en tête et L'Illuminé ainsi qu'à titre exceptionnel par Hubert Gagnon dans Pères et fils, Yves Corbeil dans L'agent double, Denis Mercier dans L'Échange et Gilbert Lachance dans Thor: Ragnarok.

## Discographie
- 2018 - Jeff Goldblum & The Mildred Snitzer Orchestra : The Capitol Studios Sessions (Reprises standards du jazz)
- 2019 - Jeff Goldblum & The Mildred Snitzer Orchestra : I Shouldn’t Be Telling You This
- 2023 - Jeff Goldblum & The Mildred Snitzer Orchestra : Plays Well With Others